# Karen Margrethe
Karen Margrethe er et dansk kvindeligt fornavn bestående af fornavnene Karen og Margrethe. Det findes også i formen Karen Margrete, og med bindestreg mellem leddene (Karen-Margrethe, Karen-Margrete). Navnet Kamma er opstået som en sammentrukken kæleform af Karen Margrethe.
I 2022 var der i Danmark 228 med navnet Karen-Margrethe og 1.351 med navnet Kamma.

## Personer med navnet
En form af Karen Margrethe, Karen Margrete eller Kamma er navnet på flere personer:
- Karen Margrethe Bjerre - dansk skuespiller ved Det Kongelige Teater
- Karen Margrethe Harup - dansk svømmer
- Karen Margrete Hækkerup - dansk folketingsmedlem kendt som Grete Hækkerup
- Kamma Rægaard Jensen - dansk atlet
- Kamma Laurents - dansk forfatter
- Karen-Margrethe Naver - dansk væver kendt som Kim Naver
- Karen Margrethe Pedersen (født 1944) - dansk sprogforsker ved Københavns Universitet
- Karen Margrethe Pedersen (født 1949) - dansk sprogforsker ved Syddansk Universitet
- Karen Margrethe Rahbæk - dansk kulturkvinde kendt som Kamma Rahbæk
- Karen Margrete Svensson - dansk illustrator kendt som Kamma Svensson
- Karen Margrethe Lund Wegener - fuldt navn for skuespiller Karen Wegener ved Aarhus Teater
- Karen Margrethe Maria Ziegler-Andersen - fuldt navn for skuespiller og visesanger Lulu Ziegler